# Костас Кариотакис
Костас Кариотакис (грчки: Κώστας Καρυωτάκης, 30. октобар, 1896 – 20. јул 1928) био је грчки писац и песник. Сматра се једним од најзначајнијих савремених лирских писаца и његова дела превођена су на више од 30 језика. О његовом раду написано је на стотине радова и књига и одржано на десетине посебних конференција. Такође припада грчком песничком покрету "Генерација изгубљених".

## Биографија
Костас Кариотакис рођен је у Триполију (Триполису) 30. октобра 1896. године, као друго дете оца, правника Георгија Кариотакиса (Γεώργιος Καρυωτάκης), пореклом из села Карија (Καρυά) (префектура Коринтија), и мајке Екатерине Скајани (Αικατερίνη Σκαγιάννη) из Триполиса. Песник је рођен у мајчиној кући и данас је ту смештена управа универзитета. Имао је годину дана старију сестру Ницу која се удала за адвоката Панајотиса Николетопулоса, и млађег брата Таноса, који је рођен 1899. године и радио је као банкарски службеник. Због очевог посла, његова породица је морала често да се сели. 
Детињство је провео на Лефкади, Аргостолију, Лариси, Патри, Каламати, Атини (1909-1911) и Ханији где је због сталних смена свог оца остао до 1913. године. У младости 1909-1911 био је у Атини, а од 1911-1913 у Ханији. У адолесценцији 1909-1911 био је у Атини, а од 1911-1913 у Ханији. Тамо се заљубио у Ану Скордили. Завршио је 1913. 1. гимназију у Ханији са оценом „веома добар“. Од малих ногу, око шеснаест година, објављивао је своје песме у дечјим часописима, док се његово име помиње и на конкурсу за кратку причу за формирање деце.

### Период студирања
Године 1914. Костас Кариотакис одлази у Атину да студира на Правном факултету и крајем 1917. године добија диплому. Године 1916, као студент 2. године права, почео је да објављује своје песме у популарним часописима и новинама као што је Акропољ. Његов отац је 1917. отпуштен из јавне службе као анти-Венецуеланац. Неколико година касније и сам је премештен у Превезу, док је од јануара 1928. био на функцији генералног секретара Савеза државних службеника Атине. Његов трансфер је имао политичке разлоге.

### Курс за адвоката и најранија дела
Године 1917. Кариотакис је дипломирао као правник са оценом "веома добар". Потом је родитеље посетио у Солуну 1918. године где су живели. Како би почео да ради, пријавио се 1919. године, али планови су морали бити одложени за неколико месеци због лошег здравља. Исте године је добио адвокатску лиценцу и постављен је за првог секретара у Солуну, очигледно да би био близак родитељима.
Марта 1919. године, послао је вансудску нагодбу часопису Нумас јер није објавио рецензију – најаву за своју песничку збирку Бол човека и ствари (Ο Πόνος του Ανθρώπου και των Πραμάτων). Године 1923. постављен је у Министарство здравља и социјалне заштите, где је показао значајан рад на предлагању закона из области јавног здравља. Од тога нажалост није било ништа јер је избила диктатура Пангалоса. Отпутовао је у Румунију 1926. године. Наредне године објавио је збирку поезије Елегије и сатире (Ελεγεία και Σάτιρες) која је уједно и његова последња збирка песама. Године 1928. упућен је у Патру, али је одмах отишао на пут у Париз и по повратку је пребачен у округ Превеза. Неко време Кариотакис је покушавао да се бави адвокатуром, али га је недостатак клијентеле натерао да тражи позицију државног службеника. Постављен је за министарског секретара у Солуну, док је, после коначног отпуштања из грчке војске (појавио се само на неколико дана), постављен у различите јавне службе, укључујући оркуге Сирос, Арта и Атина. На крају, да би избегао премештање из једног округа у други, прешао је у Министарство социјалне заштите и уједно у своју централну службу, у Атини. Његова прва збирка поезије, Бол човека и ствари, објављена је 1919. године. Исте године са својим пријатељем Агисом Левендисом издаје сатирични часопис Нога (Η Γάμπα), који је упркос успеху забрањен након само шест бројева. Његова друга збирка, под насловом Нипенти (Νηπενθή), објављена је 1921. У исто време био је повезан са песникињом Маријом Полидури (Μαρία Πολυδούρη) (1902-1930).

### Веза са Маријом Полидури
Такође песникиња, Марија Полидури упознала је Костаса Кариотакиса 1922. године у Атици где су обоје привремено радили, и заљубила се у њега, али је њихова веза трајала врло кратко. Кариотакис је сазнао да болује од сифилиса, тада неизлечиве болести која је била друштвена стигма, и затражио је од Полидури да се разиђу. Запросила га је, али је Кариотакис одбио. Полидури је отпуштена 1924. године, раскинула је са Кариотакисом и верила за адвоката. Године 1926. у Паризу, Полидури је оболела од туберкулозе и лечила се у Грчкој у болници Сотирија. Тамо ју је 1928. посетио Кариотакис.
Џорџ Скорас, лекар песника, написао је: „Био је болестан, био је сифиличар“, а Јоргос Савидис (1929–1999), професор Аристотеловог универзитета у Солуну, који је поседовао највећу архиву грчких песника, открио је да Кариотакис јесте боловао од сифилиса, и да је његов брат Танасис Кариотакис сматрао да је болест срамота за породицу. Године 1924. путовао је у иностранство, посећујући Италију и Немачку. У децембру 1927. објавио је последњу збирку поезије: Елегија и сатире (грч. Ελεγεια και Σατιρες). У фебруару 1928. Кариотакис је пребачен у Патрас, иако је убрзо након тога провео месец дана на одсуству у Паризу, а у јуну 1928. поново је послат бродом у Превезу.

### Живот у Превези
Костас Кариотакис је чамцем стигао у Превезу 18. јуна 1928. после неповољног преласка. Његов посао је био у префектури Превеза, у Канцеларији за насељавање и рехабилитацију избеглица, када је Јоргос П. Георгиадис био префект. Костас Кариотакис, као адвокат Префектуре, имао је у својим дужностима израду и контролу права власништва над парцелама за дистрибуцију избеглицама из Мале Азије (потребан цитат). Тадашња Префектура Превеза била је смештена у двоспратној, „импозантној“ згради са баштом, у улици Спилиаду број 10, власништво Палиоса, која је срушена, након које су ту су подигнуте две стамбене зграде. Кућа коју је Кариотакис изнајмио и у којој је боравио последњих дана свог живота 1928. године, налази се у улици Дарданелион, у такозваној Сеитан чаршији. Још је нетакнута, постоји спомен-плоча, а населила га је 90-их година гђа Лелова, ћерка госпође Калиопи Лигури (Попи), умрле Кариотакисове домаћице и данас је настањена другим потомцима. Кариотакисова газдарица Пенелопе Лигури, млада девојка 1928. године, изјавила је у документарцу Фредија Германуа да „Кариотакис није имао књиге код куће, само своје рукописе, за које после смрти није знао да су песме!!!". Такође је навела да је „имао три француска одела, која је купио у Паризу и увек био беспрекорно обучен у кравату.“

### Самоубиство и последња песма
Кариотакис је живео у Превези само 33 дана, све до свог самоубиства 21. јула 1928. када је имао 31 годину. Радио је у префектури Превеза, у вили Палиос, улица Спелиадоу 10, као адвокат за контролу донација земљишта од стране државе избеглицама из Малоазијског рата 1922. Из Превезе је очајнички слао писма пријатељима и рођацима у којима је описивао беду коју је осећао у граду. Породица му је понудила подршку за неодређени боравак у Паризу, али је он то одбио знајући шта ће за њих значити оваква новчана жртва. Његов страх се осећа у песми „Превеза“ (грчки: Πρεβεζα) коју је написао непосредно пре самоубиства. Песма приказује упорну, жарку анафору речи смрт, која стоји на почетку неколико редова и реченица.
У истом документарцу Фредија Германуа, градоначелник Превезеу 1977-1978, Ираклис Дусијас, описао је да је, два сата пре самоубиства, око 14.30, Кариотакис отишао у тадашњи кафић на плажи „О Оураниос Кипос” у Врисули, тада у власништву Ниониоса Калиникоса, где је наручио и попио вишњу. Кафеџија се тада изненадио, јер је песник на столу оставио 75 драхми, док је цена безалкохолног пића била 5 драхми. Затражио је и цигарету и парче папира (бележницу) у коју је уписао своје последње белешке, пронађену у његовом џепу. На крају ових белешки написао је, између осталог: „Онима који знају да пливају саветујем да не покушавају да изврше самоубиство на мору. Целу ноћ вечерас, десет сати, био сам натопљен таласима. Упркос количини воде које сам се нагутао, воде, не слутећи, уста би ми испливала на површину. Свакако, кад будем имао прилику, написаћу утиске утопљеника." Син оружара Јоаниса Анагностопулоса, грађевинског инжењера у ТЕ, наводи у документарцу Фредија Германуа да је „дан пре самоубиства Кариотакис купио пиштољ из очеве радње, са којим се вратио неколико сати касније, незадовољан, мислећи да је пиштољ био у квару, а заправо је заборавио да притисне сигурносно дугме“.
У свој осредњости живота какав је Кариотакис тада водио, смртност се пореди са безначајним, црним птицама које кљуцају, или градским полицајцем који проверава спорну тежину, или се пак идентификује са узалудним називима улица (хвали се датумом битака), или дувачким оркестром у недељу, безначајном сумом новца у банковној књижици, цвећем на балкону, учитељем који чита своје новине, префектом који долази трајектом: „Када би само“, говори последњи од ових шест симетричних катрена, „један од тих људи од гађења пао мртав“.

### Писмо
У џепу одела које је Костас Каротакис носио када је извршио самоубиство, пронађено је писмо у којем је писало следеће:
"Сада је време да откријем своју трагедију. Моје највеће мане биле су необуздана радозналост, болесна машта и моји покушаји да упознам сваку емоцију, док већину њих не могу ни да осетим. Међутим, презирем ниски чин који ми се приписује. Доживео сам све осим идеје о његовој атмосфери, крајњу горчину. Нити сам одговарајућа особа за ту професију. Цела моја прошлост ће то показати. Свака стварност ми је била одбојна.
П.С: И, да променим тон: саветујем онима који знају да пливају да никада не покушавају да изврше самоубиство у мору. Целу ноћ и десет сати ударали су ме таласи. Попио сам много воде, али су ми уста изнова испливала на површину, а да нисам знао како. Можда ћу неко време, кад ми се укаже прилика, записати утиске дављеника."
Једна од његових најпознатијих песама је "Превеза", у којој је описао место где је извршио самоубиство.

### Мишљења о узроцима самоубиства
Један од разлога који је Кариотакиса, чини се, натерао на самоубиство је сифилис од којег је највероватније патио, што потврђује професор Аристотеловог универзитета у Солуну Јоргос Савидис.
Јоргос Макридис, потом, у својој студији о Кариотакису, износи став да је „песник извршио самоубиство у Превези, не под притиском што је тамо премештен, већ у страху од хоспитализације у психијатријску установу, као што је то био случај са свима који су у то време боловали од сифилиса. Желећи да појача своју аргументацију, Макридис наглашава да „није могуће да се пацијент са тешком депресијом шали у свом самртном писму“. Према савременој дефиницији клиничке депресије, песник је сигурно патио од те болести.

### Дела
Поред свог песничког стваралаштва, Кариотакис је писао и кратке песме и издавао преводе страних писаца, као што су Франсоа Вијон, Шарл Бодлер, Пол Верлен, Тристан Корбије (Les Poètes maudits, како су их звали, „Проклетници“), Хајнрих Хајне и други. Неке од његових песама су музицирали рок бенд Ипогиа Ревмата, Димитрис Пападимитриу и Лена Платонос.

#### Објављене збирке песама
- Бол човека и ствари (Ο Πόνος του Ανθρώπου και των Πραμάτων) (1919)
- Нипенти (Νηπενθή) (1921)
- Елегеија и сатире (Ελεγεία και Σάτιρες) (1927), обухвата 18 песникових превода

#### Друге песме
- Шаљиве песме (Ανέκδοτα ποιήματα)
- Последње песме (Τελευταία ποιήματα) (1928)
- Младалачке песме (Νεανικά ποιήματα) (1919-1924)

#### Проза
Το καύκαλο, Η τελευταία, Ο κήπος της αχαριστίας, Ονειροπόλος, Τρεις μεγάλες χάρες, Φυγή,
Το εγκώμιο της θαλάσσης, Κάθαρσις, Η ζωή του.
- Κ. Γ. Καρυωτάκη Άπαντα, τόμοι Α’ και Β’, Φιλολογική επιμέλεια Γ. Π. Σαββίδη, Αθήνα 1965

#### Преводи
1. Elegias e Sátiras/Ελεγεία και Σάτιρες, Théo de Borba Mossburger (Trans.), (n.t.) Revista Literária em Tradução, nº 1 (set/2010), Fpolis/Brasil, ISSN 2177-5141
2. Преводи на бугарски језик